# Der Weg ins Freie

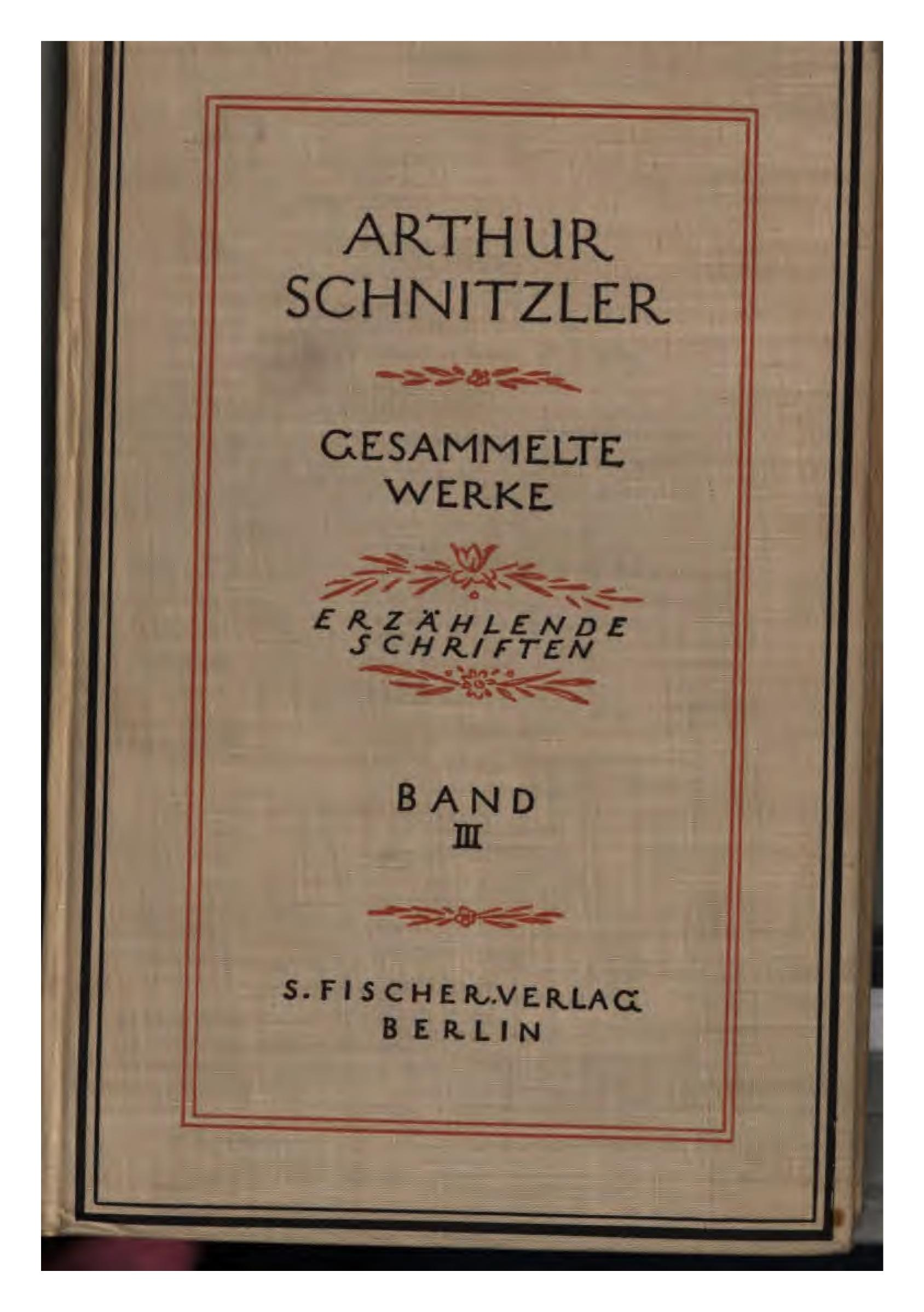
Gesammelte Werke Abteilung 1 Dritter Band Der Weg ins Freie

Der Weg ins Freie ist ein Roman von Arthur Schnitzler. Der Autor begann 1902 mit der Arbeit am Manuskript. Im Juni 1908 erschien das Buch bei S. Fischer in Berlin.

## Inhalt
Der Roman behandelt die unglückliche Liebe des Barons Georg von Wergenthin zur Kleinbürgerin Anna Rosner. Der 27-jährige Georg, „ein schöner, schlanker, blonder Mann, Germane, Christ“, lebt mit dem Bruder in der elterlichen Wohnung in Wien. Mutter und Vater sind verstorben. Georg komponiert. Die Wienerin Anna, das „gütige, sanfte, kluge Wesen“ mit der schönen Stimme, singt seine Lieder. Georg begleitet die 23-Jährige auf dem Pianino. Ihre Bühnenkarriere hat das talentierte Mädchen aufgegeben.
Im Salon Ehrenberg trifft Georg nicht nur auf Else, die Tochter des Hauses, sondern auch auf die junge Jüdin Therese Golowski, eine führende Sozialdemokratin. Man tuschelt, diese Frau sei bereits wegen Majestätsbeleidigung inhaftiert gewesen. Therese ist Annas Freundin. Anna verdient sich ihren Unterhalt mit Musikunterricht. So musiziert sie unter anderem gelegentlich auch mit der Bankierstochter Else.
Georg, der eine Oper komponieren will, hat in seinem Freund, dem 30-jährigen jüdischen Schriftsteller Heinrich Bermann, den Textdichter gefunden. Der Böhme disputiert gelegentlich ziemlich kontrovers mit Georg. Das Libretto bringt Heinrich während der Handlungszeit des Romans nicht zu Papier. Georg, den die Wiener im Salon Ehrenberg für einen „dilettierenden Aristokraten“ halten, will Wien verlassen. Er strebt eine Dirigentenkarriere an. Der ungarische Jude Eißler möchte Georg dabei behilflich sein. Der alte Mann hat einen einflussreichen Freund am Hoftheater in Detmold. Eißlers Sohn Willy tritt im Salon Ehrenberg zusammen mit dem Husaren-Oberleutnant Demeter Stanzides auf.
Georg und Anna verlieben sich, obwohl Anna katholisch ist. Zwar hatte Georg ebenfalls ein Auge auf Else geworfen, sich aber dann doch Anna zugewandt. Anna ist es auch, die von Herzen wünscht, Georg möge ein großer Künstler werden. Beschämt muss Georg, der Anna eigentlich lediglich begehrt, die reinere Liebe des jungen Mädchens anerkennen. Als die Nacht des ersten Beischlafs verstrichen ist, sehnt sich Georg zwar nach Anna, doch er freut sich genauso, wieder allein zu sein. Als Anna schwanger ist, erwartet sie von Georg, dass er sie heiratet. Doch der werdende Vater belässt es bei einem: „Ich werde euch nie verlassen, euch beide.“ Else, der im Salon das Glück des Paares nicht entgeht, reagiert gereizt. Sie gibt Georg zu verstehen, dass ihr jahrelanges Warten auf ihn nun ein Ende hat. Georg teilt Annas Mutter klipp und klar seine Vorstellungen über die Zukunft mit. Von einer Heirat ist keine Rede. Frau Rosner sitzt „dem vornehmen Verführer machtlos“ gegenüber. Georg leistet sich mit Anna eine Italienreise. Die Fahrt von Hotel zu Hotel erscheint als Flucht vor dem Wiener Salon. Georgs Mittel gehen zur Neige. Er möchte Annas Schwangerschaft verbergen. Zunächst glaubt Anna manchmal noch, dass sie geheiratet werden wird. Doch Georg möchte sich keinesfalls binden. Anna schwankt zwischen freudiger Erwartung auf das Kind und Verzweiflung. Georg gelingt es nicht, Annas Schwangerschaft zu verbergen. In Oberitalien begegnet das Paar Demeter Stanzides, der mit Annas Freundin Therese Golowski zum Vergnügen reist.
Nach Wien heimgekehrt, bewohnt Anna gegen Ende ihrer Schwangerschaft eine kleine Villa, die Georg außerhalb der Metropole gemietet hat. Das Kind soll nach seiner Geburt von fremden Leuten behütet werden. Anna will eine Musikschule gründen. Die Hinwendung Georgs zu attraktiveren Frauen bemerkt Anna wohl und sagt das dem Geliebten ins Gesicht. Georg lässt sich mit einer anderen ein und kehrt reuig zu Anna zurück. Das Kind, ein schöner Knabe, wird tot geboren. Georg folgt einem Ruf nach Detmold. Eine Kapellmeisterstelle ist vakant. Zunächst als Korrepetitor tätig, lebt Georg sich in Westfalen gut ein. Der Baron schwankt. Soll er Anna heiraten? Als er zu einem Kurzbesuch in Wien weilt, mangelt es an diesbezüglichen Ratschlägen aus dem Freundeskreis nicht. Else, die sich inzwischen mit einem Engländer verlobt hat, will Georgs Kind zu sich nehmen. Als sie von Georg über den Tod des Knaben unterrichtet wird, gilt ihr Mitleid Anna. Georg möchte sich Anna erneut nähern. Weil aber von Heirat wiederum keine Rede ist, weist sie ihn ab. Diese Entscheidung Annas kommt Georg eigentlich entgegen. Denn er will frei sein. Also geht der Baron allein nach Detmold.

## Themen

### Zeit und Ort
Dank zweier Textstellen lässt sich die Handlungszeit auf etwa zwölf Monate zwischen 1898 und 1899 festlegen. Ort der Handlung ist zumeist Wien.

### Titel
Der Titel ist mehrdeutig und oszilliert zwischen „frei“ im Sinne von Befreiung und Flucht. Baron Georg geht zögerliche Schritte auf seinem Weg als freischaffender Komponist. Zudem malt Schnitzler ein Bild der Belle Époque. Jüdische Intellektuelle führen im Salon des Bankiers Ehrenberg konträre Gespräche über die Zukunft. Die Wege dorthin heißen Zionismus, Sozialismus und Assimilation an die herrschende Wiener Gesellschaft.

### Form
Der Roman ist nicht frei von Sentimentalität. Zum Beispiel gibt Georg sich die Schuld am Tod seines Kindes. Er habe es nicht genug geliebt.
Die Geschichte der Liebe von Georg zu Anna wird erzählt. Anna sinkt zur Nebenfigur ab. Schnitzler erlaubt das Denken nur Georg, dessen Freund Heinrich in Ausnahmefällen und Anna fast gar nicht. Es scheint, als seien die beiden hauptsächlichen thematischen Fäden des Romans, das sind „Zwei Christen: Georg und Anna“ sowie „Juden in Wien“, gewaltsam verknüpft.

### Judentum und Zionismus
Der Roman enthält Schnitzlers ausgiebigste Bearbeitung von Problemstellungen des Judentums und des Zionismus. Als solcher wird der Roman auch häufig als Debattenbeitrag für die Wende zum 20. Jahrhundert rezipiert. Zwar ist kaum eine Episode zu diesem Thema erzählerisch herausgearbeitet, zwar tritt lediglich eine Oberschicht auf, doch aus den teilweise ausufernden Gesprächen erfährt der Leser manches über Herkunft, Beschimpfung und Verunglimpfung der Juden im Vielvölkerstaat Österreich-Ungarn. Die Vaterlandsliebe der Juden kommt zur Sprache. Juden schwören ihrem Glauben ab und werden sogar Antisemiten.

## Zitate
- „Ungetrübte Erinnerungen bewahren wir doch nur an versäumten Gelegenheiten.“[14]
- „Es gibt überhaupt keine neuen Ideen... Alle ethischen Ideen sind immer dagewesen.“[15]
- „Nicht wir sind’s, die unser Schicksal machen, sondern meist besorgt das irgendein Umstand außer uns.“[16]

## Selbstzeugnis
- Schnitzler habe zu seinem Text, den er als Entwicklungsroman konzipiert hatte[17], gestanden und ihn für außergewöhnlich gehalten[18]: „... so wird dieser Roman auf der großen Linie der deutschen Romane Meister, Heinrich, Buddenbrooks, Assy liegen“.[19] Die Erwiderung des Autors Anfang 1909 auf Negativurteile: „An der Stelle, die ihm gebührt, wird der Roman erst in der reinern Atmosphäre späterer Jahre sich behaupten.“[20]
- Als „Urbild“ für den alten Eißler nannte Schnitzler seinen entfernten Verwandten Gustav Pick, für dessen Sohn Willy stand der Maler Rudolf Pick (1865–1915) Pate.[21] Therese dürfte Lotte Glas nachempfunden sein.

## Rezeption
- Hugo von Hofmannsthal stand dem Roman ablehnend gegenüber.[22]
- Der Titel zielt vor allem auf Georgs Streben nach beruflicher Eigenständigkeit.[23]
- Gelesen als moderner Bildungsroman führe der Weg des jungen nonchalanten[24] Helden Georg ins Leere.[25]
- Wassermann habe sich in der Figur des Heinrich Bermann wiedererkannt.[26]
- Scheffel lobt Schnitzler als modernen Autor, der Wertungen seiner Figuren vermeidet.[27]
- Der Leser erfährt hauptsächlich die Geschehnisse, so wie sie im Bewusstsein des Protagonisten Georg gespiegelt werden.[28]
- Le Rider[29] weist auf autobiographische Elemente hin. Es ist das gespannte Verhältnis zu dem Bruder Julius gemeint. Georg, feige, unentschlossen sowie willen- und disziplinlos, erscheint als der negative Held.[30] Auch Farese spricht Autobiographisches an: Schnitzler lernt 1894 die Gesangslehrerin Marie (Mizi) Reinhard (1871 bis 1899) kennen[31]. Mizi bringt am 24. September 1897 das gemeinsame Kind tot zur Welt. Schnitzler wird von Schuldgefühlen gepeinigt.[32] Schnitzler liebt Mizi, heiratet sie aber nicht.[33]
- Arnold gibt weiter führende Arbeiten an: Norbert Miller (München 1985), David Low (1986), Wolfgang Nehring (Tübingen 1986), Thomas Eicher und Heiko Hartmann (1992), Kenneth Segar (1992), Sabine Strümper und Florian Krobb (1992), Ewa Grzesiuk (Polen 1995) und J. M. Hawes (1995).[34] Perlmann[35] nennt die Arbeit von Norbert Abels: „Sicherheit ist nirgends“ (1982).
- Zionisten lobten das Werk als Votum für die Auswanderung nach Palästina.
- Der Weg ins Freie war Schnitzlers einziges Werk, das nicht durch die Nationalsozialisten verboten wurde.

## Bearbeitungen

### Verfilmung
- „Der Weg ins Freie“ von Karin Brandauer. BR, ORF 1983. Mit Klaus Maria Brandauer, Krista Posch, Hans Clarin, Heinz Ehrenfreund, Norbert Kappen und Brigitte Karner.

### Hörspiele
Eintrag 88 und 89 in: Hörspiele (Memento vom 5. Dezember 2008 im Internet Archive)
- Der Weg ins Freie. Erstsendung: 8. November 1971. Produktion: RIAS Berlin. Regie: Willy Trenk-Trebitsch. Mit Erich Schellow als Erzähler, Matthias Fuchs als Georg von Wergenthin, Loni von Friedl als Anna Rosner, Heribert Sasse als Heinrich Bermann, Dagmar von Thomas als Else Ehrenberg, Georg Corten als Willy Eißler, Herbert Grünbaum als der alte Eißler und Elisabeth Hitzenberger als Therese Golowski.
- Der Weg ins Freie. Erstsendung: 9. August 1981. Produktion: ORF Salzburg. Bearbeitung und Regie: Klaus Gmeiner, u. a. mit Axel Corti als Erzähler, Helmut Lohner als Georg von Wergenthin, Walter Schmidinger als Heinrich Bermann, Herwig Seeböck als Willy Eißler, Birgit Doll als Anna Rosner, Christine Buchegger als Else Ehrenberg, Elfriede Ramhapp als Therese Golowski, Susi Nicoletti als Frau Ehrenberg, Sona MacDonald als Sissy Wyner, Heinz Ehrenfreund als Felician von Wergenthin und Wolf Oeser als Demeter Stanzides. (Länge: 450 Minuten)

### Dramatisierung
Die szenische Uraufführung des Sujets fand am 2. September 2021 im Theater in der Josefstadt in Wien statt und steht dort nach wie vor am Spielplan. Die Bühnenfassung wurde von Susanne Felicitas Wolf erstellt, Regie führte Janusz Kica. Es spielen Alexander Absenger (Georg von Wergenthin), Raphael von Bargen (Heinrich Bermann), Alma Hasun (Anna Rosner), Michaela Klamminger (Else Ehrenberg), Elfriede Schüsseleder (Leonie Ehrenberg), Siegfried Walther (Salomon Ehrenberg), Katharina Klar (Therese Golowski), Julian Valerio Rehrl (Leo Golowski), Joseph Lorenz (Doktor Stauber sen.), Oliver Rosskopf (Berthold, sein Sohn), Tobias Reinthaller (Demeter Stanzides), Jakob Elsenwenger (Josef Rosner), Michael Schönborn (Ernst Jalaudek).